# The Sunday Telegraph

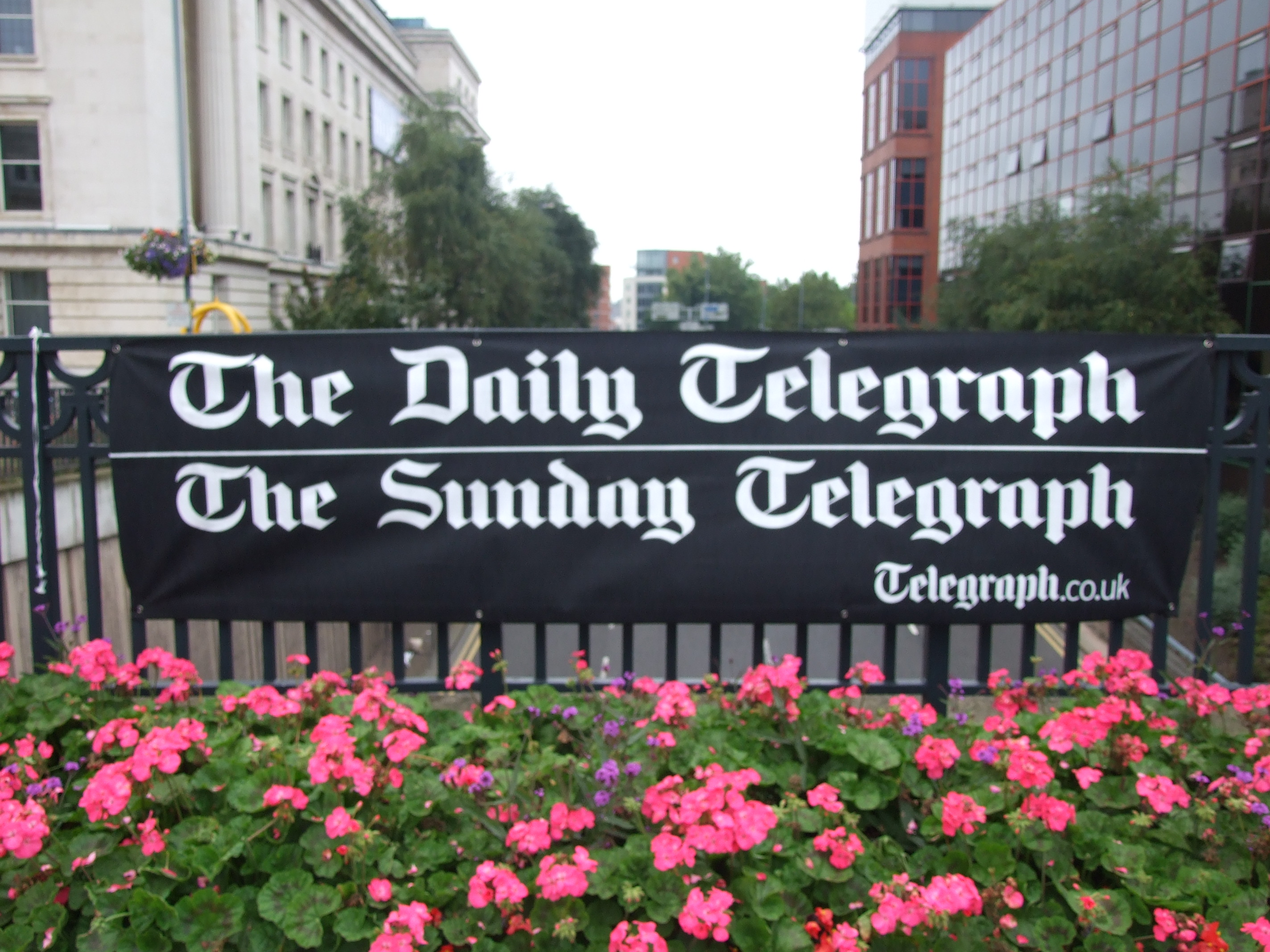

The Sunday Telegraph es un periódico británico de gran formato, publicado por primera vez el 5 de febrero de 1961 y editado por Telegraph Media Group, una división de Press Holdings. Es el periódico hermano de The Daily Telegraph, también publicado por Telegraph Media Group, aunque nacido cien años antes. The Sunday Telegraph fue originalmente una publicación independiente con una redacción diferente y una estructura editorial propia, pero desde 2013 pasó a editarse los siete días de la semana.  Por otro lado, The Sunday Telegraph todavía conserva su propio editor, diferente al de The Daily Telegraph.
Según la Oficina Auditora de Circulación, The Sunday Telegraph tuvo una distribución promedio de 214.711 ejemplares por semana en el primer semestre de 2021.